# Pagny-la-Ville
Pagny-la-Ville település Franciaországban, Côte-d’Or megyében. Lakosainak száma 413 fő (2022. január 1.). Pagny-la-Ville Bonnencontre, Chamblanc, Esbarres, Labruyère, Lechâtelet és Pagny-le-Château községekkel határos.

## Népesség
A település népességének változása:
| Lakosok száma | 346  | 310  | 316  | 413  | 402  | 406  | 411  | 415  | 414  | 413  |
|               | 1968 | 1982 | 1990 | 2006 | 2013 | 2015 | 2017 | 2019 | 2020 | 2022 |